# 4-ヘプタノール
4-ヘプタノール（4-heptanol）とは、ヘプタノールの構造異性体の１つであり、ヘプタン-4-オール（heptan-4-ol）とも呼ばれる、アルコールの1種である。消防法に定める第4類危険物 第2石油類に該当する。

## 概要
4-ヘプタノールは、ヘプタンのちょうど中央に位置する端から4番目の炭素に結合している水素1つが、ヒドロキシル基に置換した有機化合物の1種である。ヒドロキシル基の位置の関係で、この化合物は第二級アルコールに分類される。分子式は、C7H16Oなので、分子量は、約116.2である。常温常圧においては液体として存在する。ちなみに、4-ヘプタノールと同じヘプタノールの構造異性体の1つである1-ヘプタノールは、融点が-36℃、沸点が176℃である（異なる測定値もあり）。これに対して、この4-ヘプタノールは1-ヘプタノールと分子量が同じであるにもかかわらず若干融点や沸点が低く、融点-41.5℃、沸点156℃である（異なる測定値もあり）。この他、4-ヘプタノールと同じヘプタノールの構造異性体の1つである2-ヘプタノールと3-ヘプタノールは、ヒドロキシル基が結合している炭素がそれぞれキラル中心となるために鏡像異性体を持つのに対して、この4-ヘプタノールはキラル中心を持たないために鏡像異性体は存在しない。